# Martin van Creveld

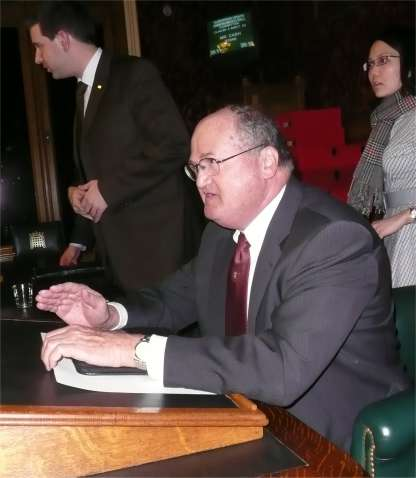
Martin van Creveld in het House of Commons, Londen, UK, 26 feb. 2008

Martin Levi van Creveld (Hebreeuws: מרטין ון קרפלד) (Rotterdam, 5 maart 1946) is een Israëlische wetenschapper en schrijver op het gebied van militaire geschiedenis en militaire strategie. Hij is een van de meest gezaghebbende auteurs op zijn vakgebied. Hij heeft (gast)docentschappen bekleed aan nagenoeg elke westerse instelling die zich bezighoudt met militair-strategische vraagstukken. Zijn bekendste boeken zijn: Command in War (1985), The Transformation of War (1991), The Sword and the Olive (1998) en The Rise and Decline of the State (1999). 

## Levensloop
Van Creveld is geboren in Nederland, maar is al op vierjarige leeftijd, als kind van overtuigde zionisten, naar Israël geëmigreerd. Hij beheerst, naast Hebreeuws, Engels en Duits, ook Nederlands. Van Creveld is afgestudeerd aan de London School of Economics en de Hebreeuwse Universiteit van Jeruzalem. Aan deze laatste instelling is hij sinds 1971 als hoogleraar verbonden. Hij is de auteur van een vijfentwintigtal boeken over militaire geschiedenis en militaire strategie. Van Creveld heeft (gast)docentschappen bekleed aan nagenoeg elke westerse instelling die zich bezighoudt met militair-strategische vraagstukken, inclusief het befaamde U.S. Naval War College.
Hij heeft een zeer dwarse, humoristische en weinig autoriteitsgevoelige geest. In navolging van Machiavelli zei hij over hen die zijn geroepen om te heersen: "Wie niet bereid is wreed te zijn, kan beter burgemeester van Disneyland worden."

## Werk
Zijn werk omvat vrijwel alle aspecten van krijgskunde en oorlogvoering. Hij heeft geschreven over de geschiedenis van de Israëlische krijgsmacht (Military Lessons of the Yom Kippur War, The Sword and the Olive en Defending Israel), de geschiedenis van de Duitse oorlogvoering in de Tweede Wereldoorlog (Hitler's Strategy 1940-1941, Fighting Power), en de historie van de Amerikaanse krijgsverrichtingen (Supplying War, Fighting Power, The Changing Face of War). Ook komen in zijn oeuvre militaire logistiek, luchtmacht en nucleaire oorlogvoering aan bod.
De meeste aandacht heeft hij gekregen met boeken waarin hij strategie en tactiek van de hedendaagse oorlogvoering bespreekt: The Transformation of War, The Rise and fall of the State, The Art of War. Oorlogvoering is na 1945 ingrijpend veranderd door nucleaire technologie, globalisering en verzwakking van de staat. Van Creveld maakt aannemelijk dat grootschalige oorlogen tussen nationale staten met 'conventionele' legers onwaarschijnlijk zijn geworden. In plaats daarvan komt de strijd tegen guerrilla's en terrorisme. Hiermee heeft hij zich ook gepresenteerd als denker over politiek. In dit verband verdient ook zijn biografie van Moshe Dayan vermelding. Hij heeft naast een politieke en historische visie ook een sociale visie op oorlogvoering gegeven in het boek Culture of War in het Nederlands ook Oorlogscultuur, waarin hij beschrijft waarom mensen oorlog voeren en de fascinatie daarvoor, en waarom het niet realistisch is te bedenken dat er ooit geen oorlog meer zal zijn. Ook hier doet hij gevoelige uitspraken over de gevolgen van kernwapens, terrorisme en feminisme.
Ten slotte heeft hij zich begeven op het terrein van de genderstudies met de boeken: Men, Women, and War en "The privileged sex"

### The Transformation of War
In The Transformation of War ontwikkelt Van Creveld een "niet-trinitarische theorie van oorlogvoering", in tegenstelling tot de trinitarische theorie van Carl von Clausewitz, zoals uiteengezet in diens Vom Kriege uit 1832-1834. Clausewitz' 'trinitarische (of drieënige) model' (een term van Van Creveld) maakt onderscheid tussen aspecten van oorlogsvoering die betrekking hebben op (i) de bevolking, (ii) het leger en (iii) de overheid. Van Creveld vindt deze benadering te beperkt om actuele oorlogssituaties te beschrijven waarin partijen optreden die geen onderdeel zijn van de genoemde categorieën (zoals bijvoorbeeld in guerrilla-oorlogen en bij terroristische aanvallen). Hij stelt in plaats daarvan vijf centrale vragen:
1. Wie zijn de vechtende partijen in de oorlog - staten of staatsonafhankelijke partijen;
2. Waar gaat het om in de oorlog - verhouding tussen de vechtende partijen onderling, en tussen de vechtende partijen en de non-combattanten;
3. Hoe wordt de oorlog gevoerd - strategie en tactiek;
4. Waartoe wordt oorlog gevoerd - vergroting van nationale macht of als een doel in zichzelf;
5. Waarom wordt er gevochten - motivatie van de individuele strijder.

Van Creveld heeft vastgesteld dat veel oorlogen na 1945 conflicten zijn waarin de machtigste staat het onderspit delft. In het boek wordt beargumenteerd dat de natiestaat een neergang meemaakt zonder dat daarmee een navenante neergang in georganiseerd geweld gepaard gaat. Legers worden ten onrechte voorbereid op conventionele oorlogen in plaats van op het soort conflicten waarin ze het meest waarschijnlijk betrokken zullen raken.
Het belang van dit boek wordt gedemonstreerd door het feit dat The Transformation of War tot zomer 2008 - als een van de weinige niet-Amerikaanse titels (naast Sun Tsu en Von Clausewitz) - verplichte leerstof was voor Amerikaanse officieren. Van Crevelds Supplying War: Logistics from Wallenstein to Patton staat vanaf 2008 op deze verplichte literatuurlijst.

### Commentaar op de actualiteit
Naast het schrijven van boeken over militair-historische onderwerpen, geeft Van Creveld ook geregeld commentaar op de actualiteit.
Tijdens een EO-programma uitgezonden door Radio 1 op 15 april 2002 veroorzaakte Van Creveld grote opschudding door in een vraaggesprek een pleidooi te houden dat:
"Israël keiharde definitieve klappen moet uitdelen. Daarbij moet het tienduizend Palestijnse slachtoffers maken. Hij had het daarbij over "a massive bloodshed", massaal bloedvergieten. Volgens de hoogleraar zijn de acties van het Israëlische leger "veel te klein en veel te zacht.".
In een tv-interview in 2002 sprak hij er zijn twijfel over uit of de Israëliërs de Palestijnen zouden kunnen verslaan: 
"Het zijn [de Israëlische soldaten] erg dappere lui (...) het zijn idealisten (...) ze willen hun land dienen en ze willen zich bewijzen. Het probleem is dat je je niet kunt bewijzen tegenover iemand die veel zwakker is dan jijzelf. Ze zijn in een lose-lose-situatie. Wie sterk is en tegen een zwakke vecht, is een ploert (...) wie zich door de zwakke laat doden, is een idioot. Dus hier ligt een pijnlijk dilemma dat al vaker in de geschiedenis is geconstateerd, en waarvoor, als ik het goed zie, geen simpele uitweg bestaat. En dan is het Israëlische leger op geen stukken na het ergst van allemaal. Het heeft nooit gedaan wat de Amerikanen deden in Vietnam (...) ze hebben geen napalm gebruikt, ze hebben geen miljoenen mensen gedood. Dus alles is relatief, maar om terug te komen op wat ik eerder zei, als jij sterk bent en zij zijn zwak, dan is alles wat je verder doet crimineel."
In 2002 zegt Van Creveld in Elsevier:
"We hebben enkele honderden kernkoppen en raketten om ze overal op te gooien, misschien zelfs op Rome. Met vliegtuigen zijn de meeste Europese hoofdsteden zelfs een doelwit. (...) Wij hebben de mogelijkheid de wereld mee te slepen als we ten onder gaan. En ik kan u beloven dat voordat Israël wordt vernietigd, we dat ook zullen doen."
In 2004 schreef Van Creveld in de International Herald Tribune:
"Als de Iraniërs niet geprobeerd zouden hebben kernwapens te maken, zouden ze wel gek zijn."
In 2005 haalde Van Creveld de krantenkoppen toen hij zei dat de invasie van Irak in 2003:
"de stomste oorlog [was] sinds keizer Augustus in 9 v.Chr. zijn legioenen naar Duitsland stuurde om ze daar te verliezen." (...) George W. Bush [zou] als president afgezet en vervolgens voor het gerecht gesleept moeten worden."
En in 2005 wordt in een interview in Elsevier Weekblad de volgende uitspraak van Van Creveld aangehaald:
"De werkelijke reden dat er oorlog bestaat, is dat mannen van oorlog houden en vrouwen van krijgers.
In 2007 gaf van Creveld tegenover UPI het volgende commentaar:
"Iran is de werkelijke overwinnaar in Irak en de wereld moet leren leven met een Iran als nucleaire macht, net zoals we dat hebben moeten leren ten aanzien van de Sovjet-Unie en China. (...) Wij Israëli's weten hoe we een Iraanse aanval moeten afslaan. We lopen geen gevaar dat de Iraniërs een atoombom op ons gooien. (...) Dankzij de Iraanse dreiging krijgen we wapens van de Verenigde Staten en Duitsland.

## Boeken
- Hitler's Strategy 1940-1941: the Balkan Clue, London: Cambridge University Press 1973, ISBN 0-521-20143-8
- Military Lessons of the Yom Kippur War: Historical Perspectives, Beverly Hills: Sage Publications 1975, ISBN 0-8039-0562-9
- Supplying War: Logistics from Wallenstein to Patton, London: Cambridge University Press 1977, ISBN 0-521-21730-X (2nd ed, 2004, ISBN 0-521-54657-5)
- Fighting Power: German and US Army performance, 1939-1945, Westport, Conn.: Greenwood Press 1982, ISBN 0-313-23333-0
- Command in War, Cambridge, Mass.: Harvard University Press, 1985, ISBN 0-674-14440-6
- Technology and War: From 2000 B.C. to the Present, New York: Free Press 1989, ISBN 0-02-933151-X (free paperback, 2001, ISBN 0-02-933153-6)
- The Training of Officers: From Military Professionalism to Irrelevance, New York: Free Press 1990, ISBN 0-02-933152-8
- The Transformation of War, New York: Free Press 1991, ISBN 0-02-933155-2
- Nuclear Proliferation and the Future of Conflict, New York: Free Press 1993, ISBN 0-02-933156-0
- Air Power and Maneuver Warfare (met bijdragen van Kenneth S. Brower and Steven L. Canby), Alabama: Air University Press 1994, ISBN 1-58566-050-7
- The Encyclopedia of Revolutions and Revolutionaries: From Anarchism to Zhou Enlai, New York : Facts on File 1996, ISBN 0-8160-3236-X
- The Sword and the Olive: A Critical History of the Israeli Defense Force, New York: Public Affairs 1998, ISBN 1-891620-05-3
- The Rise and Decline of the State, Cambridge etc.: Cambridge University Press, 1999 ISBN 0-521-65629-X
- The Art of War: War and Military Thought, London: Cassell, 2000, ISBN 0-304-35264-0 (also New York : Collins/Smithsonian 2005, ISBN 0-06-083853-1)
- Men, Women and War, London: Cassell & Co. 2001, ISBN 0-304-35959-9
- Das Bevorzugte Geschlecht, München: Gerling Akademie Verlag 2003[12]
- Moshe Dayan, London: Weidenfeld & Nicolson 2004, ISBN 0-297-84669-8
- Defending Israel: A Controversial Plan Toward Peace, New York: Thomas Dunne Books/St. Martin’s Press 2004, ISBN 0-312-32866-4
- Countering Modern Terrorism: History, Current Issues, and Future Threats: Proceedings of the Second International Security Conference, Berlin, 15-17 december 2004 (met Katharina von Knop and Heinrich Neisser), Bielefeld: Bertelsmann Verlag 2005, ISBN 3-7639-3309-3
- The Changing Face of War: lessons of combat, from the Marne to Iraq, New York: Presidio Press 2006, ISBN 978-0-89141-901-3
- The Culture of War, New York: Presidio Press 2008, ISBN 978-0-345-50540-8
- The American Riddle (in het Russisch), Uitgever: Irisen (Rusland) 2008[13]
- The Land of Blood and Honey. The Rise of Modern Israel, New York: St. Martin's Press 2010, ISBN 978-0-312-59678-1
- The Evolution of Operational Art: From Napoleon to the Present, Oxford: Oxford University Press 2011, ed. John Andreas Olsen en Martin van Creveld
- More on War, Oxford University Press 2017, ISBN 9780198788171

### Vertalingen in het Nederlands
- De evolutie van de oorlog. Van de Marne tot Irak, Utrecht: Het Spectrum 2007 (vertaling van: The Changing Face of War, 2006).
- Oorlogscultuur, Houten: Het Spectrum 2009 (vertaling van The Culture of War).
- De bevoorrechte sekse, Groningen: De Blauwe Tijger 2013 (vertaling van The Privileged Sex).
- Oorlog, De Blauwe Tijger 2020, ISBN 9789492161789 (vertaling van More on War).

### Artikelen (selectie)
- (en) Through a glass, darkly: some reflections on the future of war, U.S. Naval War College Review, herfst 2000
- (en) Into the Abyss, Defense and the National Interest, 2004.
- (en) Why Iraq will end as Vietnam did. LewRockwell.com (LRC), 18 nov. 2004.
- (en) Sharon on the warpath: Is Israel planning to attack Iran?, International Herald Tribune, 21 augustus 2004.
- (en) Costly withdrawal is the price to be paid for a foolish war, The Forward, 25 nov. 2005.
- (en) Knowing why not to bomb Iran is half the battle, The Forward, 20 april 2006.